# Cabotaj
Cabotaj este un termen naval prin care se înțelege transportul maritim care se execută de-a lungul coastelor până la o distanță maximă de 100 mile spre larg. Juridic este definit ca navigație efectuată sub limitele cursei lungi. 
Din punct de vedere vamal, cabotajul este definit ca transport de bunuri indigene de la un port la altul, aparținând aceluiași stat, unei confederații de state sau unor state diferite, legate printr-o uniune vamală, folosindu-se în acest scop un drum maritim internațional sau cu acces la un astfel de drum. 
Cabotajul se împarte în cabotaj național și cabotaj internațional. 
Cabotajul național este rezervat, în lipsă de convenții contrare, pavilionului național. În sfera cabotajului național național intră navigația costieră, iar din punct de vedere vamal micul cabotaj și marele cabotaj. 
Navigația costieră (navigația în apropierea coastei) este efectuată în general de: 
- - nave cu o capacitate maximă de 100 TRB și care nu se depărtează de portul lor de ataș la o distanță mai mare de 65 mile;
- - șlepuri sau alte mijloace de navigație de orice tonaj, remorcate;
- - nave și ambarcațiuni de orice tonaj care, de regulă, nu ies din porturi și rade.

Prin micul cabotaj se înțelege navigația executată între porturile naționale din aceeași mare (Toulon-Marsilia; Constanța-Sulina). 
În marele cabotaj se include navigația între porturile naționale situate în mări diferite (Bordeaux —Marsilia). 
Cabotajul internațional înseamnă navigație costieră între porturile diferitelor state.
Putem vorbi de cabotaj și în transportul rutier internațional de mărfuri. Acesta desemnează o operațiune de transport rutier efectuată între două puncte aflate pe teritoriul aceleiași țări, de către un operator de transport rutier străin. Deplasarea fără încărcătură nu este considerată cabotaj.